# Корейский кризис (2017—2018)
Корейский кризис в 2017 году стал результатом совершенствования КНДР своего потенциала в области ядерного оружия и ракетных технологий, что усилило напряженность в отношениях с Соединенными Штатами и их союзниками. В этом году КНДР успешно провела серию испытаний межконтинентальных баллистических ракет (МБР), создала водородную бомбу и получила возможность доставки ядерных боеголовок до территории США.
По внешней оценке, в регионе ситуация балансирует на грани крупномасштабного конфликта. Со стороны КНДР звучат угрозы нападения на США и их союзников, а с американской стороны заявляется о готовности уничтожить КНДР.

## Предыстория

### Ядерная программа КНДР
В своей новогодней речи председатель Ким Чен Ын заявил, что его страна находится на «последней стадии» подготовки к испытанию межконтинентальной баллистической ракеты (МБР).
3 мая руководство КНДР выступило с редкой и резкой критикой своего главного союзника Китая: «КНДР никогда не будет просить о поддержании дружбы с Китаем, рискуя своей ядерной программой, которая ей дорога, как и её собственная жизнь». Также в статье говорится, что Пхеньян выступал в качестве буфера между Пекином и Вашингтоном после Корейской войны в 1950-х годах и «способствовал защите мира и безопасности Китая», так что союзник должен «поблагодарить КНДР за это».
В августе 2017 года Washington Post сообщила о конфиденциальной оценке, проведенной Управлением разведки США, в которой говорилось, что КНДР успешно разработала ядерные боеголовки для ракет, которые могут достичь материковой части США.

### Отправка USS Carl Vinson
После ракетных ударов 7 апреля 2017 года в Шайрате (Сирия), Трамп сказал в интервью, что он посылает в Корею «мощную армаду», состоящую из суперавианосца USS Carl Vinson (CVN-70) и группы-ударников. Во второй неделе апреля 2017 года мировые СМИ ошибочно сообщили, что USS Carl Vinson был развернут в Японском море и направлен к берегам КНДР . 17 апреля заместитель посла КНДР в ООН обвинил Соединенные Штаты в «превращении Корейского полуострова в самую большую горячую точку мира», при том, что 18 апреля USS Carl Vinson и его сопровождающие находились в 3500 милях от Кореи и принимали участие в запланированных совместных учениях Королевского австралийского флота в Индийском океане. 24 апреля японские эсминцы Ашигара (англ. JDS Ashigara) и Самидаре (англ. JS Samidare) участвовали с USS Carl Vinson в тактических тренировках неподалеку от Филиппин — КНДР угрожала ударом. В конце апреля 2017 года Трамп заявил, что «существует шанс, что мы можем закончить большим, большим конфликтом с Северной Кореей».

### Санкции против КНДР
Американский студент Отто Уормбир был освобожден в КНДР в июне 2017 года и выслан в США в тяжёлом состоянии. Уормбир умер, не приходя в сознание 19 июня 2017 года, через шесть дней после его возвращения в Соединенные Штаты. Некоторые чиновники США обвинили КНДР в его смерти. В июле 2017 года государственный секретарь США Рекс Тиллерсон разрешил «ограничение поездок», которое запрещало американцам въезжать в КНДР.
4 и 28 июля 2017 года КНДР успешно провела свои первые испытания межконтинентальной баллистической ракеты (МБР) «Хвасон-14». 5 августа 2017 года ООН единогласно наложила дополнительные санкции на КНДР в связи с её ядерной программой. КНДР ответила, что это «насильственное нарушение нашего суверенитета» и что это заставит США «заплатить цену за свое преступление <…> тысячи раз».

### THAAD в Южной Корее
США из-за угрозы со стороны КНДР развернули в Южной Корее противоракетный комплекс THAAD. Китай, Россия и КНДР выступили с резкой критикой относительно этого решения. В самой Южной Корее также прошли массовые акции протеста.

## Хронология

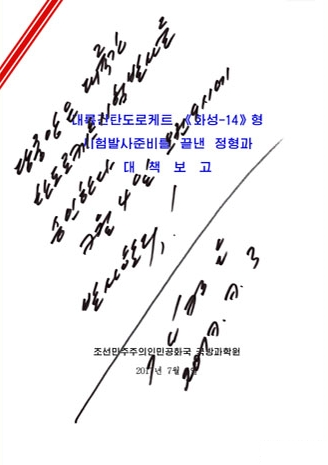
Приказ Ким Чен Ына о первом испытании Хвасон-14

8 августа 2017 года президент Дональд Трамп предупредил, что Вашингтон ответит КНДР «огнем и яростью» в том случае, если действия Пхеньяна будут угрожать Америке. КНДР ответила заявлением, что она рассматривает возможность нападения на военные базы США на территории США в Гуаме.
10 августа 2017 года генерал-лейтенант КНДР Ким Рак Гём ответил на речь Трампа, сказав, что его слова глупы и утверждают, что «разумный диалог» невозможен с президентом Трампом. Центральное Телеграфное Агентство КНДР сообщило, что военные Ким Чен Ына рассматривают план по запуску четырех МБР типа Хвасон-12 в Филиппинское море всего в 30-40 километрах от острова Гуам. Время полета ракет оценивалось в 17 минут и 45 секунд. В докладе KCNA было указано, что план будет введен в эксплуатацию в середине августа. Американские официальные лица заявили, что американский посланник США по КНДР Джозеф Юн и старший северокорейский дипломат в ООН Пак Сон Иль, в ходе этого спора, регулярно общались по каналам связи, которые они назвали Нью-йоркским каналом.
14 августа Председатель Совета национальной безопасности и обороны Украины Александр Турчинов заявил, что Украина никогда не поставляла военные технологии в КНДР, отвечая на статью в газете «The New York Times», в которой говорилось, что КНДР, возможно, приобрела ракетные двигатели с украинского завода «Южмаш».
15 августа северокорейский лидер заявил, что он откладывает решение о стрельбе ракетами в сторону Гуама, так как решил понаблюдать за «поведением глупых янки» еще некоторое время, прежде чем принять решение о целесообразности ракетного испытания.
26 августа КНДР выпустила три ракеты из провинции Канвон в юго-восточной части страны. По утверждению южнокорейских военных, неопознанные снаряды пролетели около 250 километров в северо-восточном направлении.
29 августа КНДР запустила ракету, которая пролетела над японским островом Хоккайдо, достигла высоты 550 км, пролетела расстояние около 2700 км и упала в Тихий океан. Японские силы самообороны не пытались сбивать ракету (по некоторым данным северокорейская ракета имела слишком большую высоту и скорость полета для перехвата). Это третий случай (предыдущие были в 1998 и 2009 годах), когда северокорейская ракета пролетела через территорию Японии. Однако в прошлых случаях Корея утверждала, что они запускают спутники. Ракета активировала систему предупреждения J-Alert в Тохоку и Хоккайдо, которая посоветовала людям искать убежища. Запуск был запланирован на 107-ю годовщину договора о присоединении Японии и Кореи. В тот же день было вызвано чрезвычайное заседание Совета Безопасности ООН для обсуждения этого события. В заявлении Белого дома в ответ на запуск президент США Дональд Трамп сказал, что «все варианты находятся на столе» относительно КНДР.
30 августа президент Трамп выступил с заявлением через Twitter, где говорилось: «США разговаривают с Северной Кореей и платят им деньги в течение 25 лет. Разговор — это не ответ!».
31 августа США и Южная Корея провели учения ВВС с двумя бомбардировщиками США, способными нести ядерное оружие. Учения, в которых участвовали два сверхзвуковых бомбардировщика B-1B, четыре самолета F-35B США, а также южнокорейские истребители стали завершением ежегодных совместных военных учений США и Южной Кореи.
1 сентября президент России Владимир Путин выступил с заявлением на сайте Кремля, в котором предупреждал, что ситуация между США и КНДР ухудшилась до такой степени, что она «балансирует на грани крупномасштабного конфликта». Он также настаивал на дипломатическом решении кризиса и сказал, что «необходимо решать проблемы регионов путем прямого диалога с участием всех сторон, не выдвигая предварительных условий», а давление на КНДР назвал «путём в никуда».
3 сентября в 3:31 UTC Геологическая служба США сообщила, что она обнаружила сейсмическую активность. Эти данные были подтверждены также учёными России и Китая. Позднее КНДР объявила об успешном испытании водородной бомбы. В результате очередного, шестого по счету ядерного испытания КНДР, Китайский сейсмологический центр зафиксировал два землетрясения магнитудой 6,3 и 4,6 соответственно, предполагаемую причину которых китайские специалисты охарактеризовали как «взрыв и обрушение».
12 сентября Совет Безопасности ООН одобрил санкции в отношении КНДР, в рамках которых запретил КНДР импортировать сжиженный природный газ и конденсат, экспортировать текстиль, а также запретил любой стране выдавать новые разрешения на работу для северокорейских рабочих, ввел ограничение на закупку Пхеньяном нефтепродуктов до двух миллионов баррелей в год и импорт сырой нефти на уровне последних 12 месяцев.
14 сентября в ответ на ужесточения санкций ООН власти КНДР сделали заявление, содержащее угрозы ядерных ударов в адрес США, Японии и Южной Кореи и требование роспуска Совета безопасности ООН, так как «Совбез ООН превратился в инструмент, который служит США и следует только их инструкциям». На следующий день санкции против КНДР ввёл Европейский союз.
17 сентября постоянный представитель США при ООН Никки Хейли заявила, что КНДР может быть уничтожена, если Соединенным Штатам придется защищаться или защищать своих союзников.
18 сентября о готовности уничтожить КНДР заявил также президент США Дональд Трамп, выступая на сессии Генеральной ассамблеи ООН, хотя, по словам Трампа, он надеется что «до этого не дойдет». Трамп также призвал все страны отказаться от какой-либо поддержки северокорейского режима. На следующий день к санкциям ООН присоединилась не входящая в неё частично признанная Китайская Республика.
25 сентября глава МИД КНДР Ли Ен Хо назвал высказывания Трампа в адрес руководства КНДР «объявлением войны» и заявил что КНДР оставляет за собой право на все варианты ответа.
30 сентября санкции против КНДР ввело правительство КНР. Было принято решение о закрытии всех представительств северокорейских компаний в Китае и прекращение поставок нефти и газа в КНДР.
10 октября к расширению санкций присоединился Евросоюз. Через четыре дня санкции против КНДР также ввела Россия.
16 октября санкции в очередной раз расширил Евросоюз. Через три дня их также поддержала Швейцария.
8 апреля 2018 года в целях реализации санкций, установленных резолюцией № 2375 Совета безопасности ООН, было опубликовано немедленно вступающее в силу совместное постановление Главной таможенной администрации Китая, Государственного управления оборонной науки, техники и промышленности, министерств коммерции, промышленности и информатизации, Китайского агентства по ядерной энергии, содержащее перечень запрещённых к экспорту из КНР в КНДР материалов и технологий, пригодных для создания оружия массового уничтожения.

## Примечание
1. ↑  Главное информагентство КНДР раскритиковало Китай за поддержку США. Дата обращения: 3 сентября 2017. Архивировано 20 сентября 2017 года.
2. ↑  СМИ узнали об отправке третьего авианосца США к берегам Северной Кореи. Дата обращения: 3 сентября 2017. Архивировано 5 сентября 2017 года.
3. ↑  Представитель КНДР в ООН: ядерная война может начаться в любой момент. Дата обращения: 3 сентября 2017. Архивировано 8 сентября 2017 года.
4. ↑  Трамп заявил о возможности «большого конфликта» с КНДР. Дата обращения: 3 сентября 2017. Архивировано 8 сентября 2017 года.
5. ↑  Умер возвращенный из КНДР американский студент. Дата обращения: 3 сентября 2017. Архивировано 13 августа 2017 года.
6. ↑  Рекорды полёта ракеты КНДР рождены в Сеуле. Дата обращения: 3 сентября 2017. Архивировано 6 сентября 2017 года.
7. ↑  КНДР провела очередной ракетный пуск. Дата обращения: 3 сентября 2017. Архивировано 8 сентября 2017 года.
8. ↑  Совбез ООН ужесточил санкции против Северной Кореи. Дата обращения: 3 сентября 2017. Архивировано 31 октября 2020 года.
9. ↑  США начали размещать системы ПРО THAAD в Южной Корее. Дата обращения: 3 сентября 2017. Архивировано 4 сентября 2017 года.
10. ↑  Мун Чжэ Ин приказал расследовать «незаконный ввоз ПРО США в Корею». Дата обращения: 3 сентября 2017. Архивировано 4 сентября 2017 года.
11. ↑  В Южной Корее протестуют против системы THAAD. Дата обращения: 15 сентября 2017. Архивировано 15 сентября 2017 года.
12. ↑  Трамп пообещал «огненный» ответ КНДР. Дата обращения: 3 сентября 2017. Архивировано 29 апреля 2022 года.
13. ↑  Остров обострения: КНДР пригрозили США ударом по Гуаму. Дата обращения: 3 сентября 2017. Архивировано 8 сентября 2017 года.
14. ↑  КНДР обещает план удара по острову Гуам к середине августа. Дата обращения: 3 сентября 2017. Архивировано 20 августа 2017 года.
15. ↑  СМИ узнали о тайном канале связи между администрацией Трампа и КНДР. Дата обращения: 3 сентября 2017. Архивировано 10 сентября 2017 года.
16. ↑  Турчинов назвал провокацией России информацию об украинских двигателях в КНДР. Дата обращения: 3 сентября 2017. Архивировано 14 августа 2017 года.
17. ↑  [eadaily.com/ru/news/2017/08/15/kim-chen-yn-otlozhil-reshenie-o-zapuske-raket-v-storonu-guama Ким Чен Ын отложил решение о запуске ракет в сторону Гуама]. Дата обращения: 3 сентября 2017. Архивировано 21 сентября 2017 года.
18. ↑  КНДР запустила несколько ракет в Японское море. Дата обращения: 3 сентября 2017. Архивировано 26 августа 2017 года.
19. ↑  Неуязвимые ракеты Кима. Дата обращения: 4 марта 2018. Архивировано 4 марта 2018 года.
20. ↑  Ким Чен Ын закончил с прелюдией. Дата обращения: 3 сентября 2017. Архивировано 5 сентября 2017 года.
21. ↑  Donald J. Trump — Twitter 30.08.17. Дата обращения: 3 сентября 2017. Архивировано 3 сентября 2017 года.
22. ↑  США вновь запустили бомбардировщики над Корейским полуостровом. Дата обращения: 3 сентября 2017. Архивировано 1 сентября 2017 года.
23. ↑  Путин назвал давление на КНДР «путем в никуда». Дата обращения: 3 сентября 2017. Архивировано 1 сентября 2017 года.
24. ↑  КНДР официально объявила об успешном испытании водородной бомбы. Дата обращения: 3 сентября 2017. Архивировано 3 сентября 2017 года.
25. ↑  Совбез ООН одобрил санкции против КНДР, но без самых жестких ограничений Архивная копия от 13 сентября 2017 на Wayback Machine//«Европейская правда», 12 сентября 2017
26. ↑  КНДР: Япония больше не нужна, утопим ее в пучине ядерным ударом. Дата обращения: 14 сентября 2017. Архивировано 14 сентября 2017 года.
27. ↑  Евросоюз расширил санкционный список по КНДР Архивная копия от 16 сентября 2017 на Wayback Machine//«Корреспондент.net», 15.09.2017
28. ↑  Nikki Haley: Trump’s fire and fury comment 'not an empty threat'. Дата обращения: 17 сентября 2017. Архивировано 17 сентября 2017 года.
29. ↑  Дональд Трамп выступил на Генеральной Ассамблее ООН. Дата обращения: 20 сентября 2017. Архивировано 19 сентября 2017 года.
30. ↑  Речь Д.Трампа на Генассамблее ООН. Дата обращения: 20 сентября 2017. Архивировано 20 сентября 2017 года.
31. ↑  Taiwan suspends oil exports to North Korea, imports of clothing Архивная копия от 22 октября 2017 на Wayback Machine//«Reuters», SEPTEMBER 19, 2017
32. ↑  КНДР назвала слова Трампа о Ким Чен Ыне объявлением войны. Дата обращения: 25 сентября 2017. Архивировано 26 сентября 2017 года.
33. ↑  China orders North Korean business closed under UN sanctions. Дата обращения: 30 сентября 2017. Архивировано 1 октября 2017 года.
34. ↑  Расплата за ядерное оружие: ЕС расширил санкции против КНДР Архивная копия от 11 октября 2017 на Wayback Machine//Телеканал новостей «24», 10 октября 2017
35. ↑  Указ Президента Российской Федерации от 14.10.2017 № 484 «О мерах по выполнению резолюции Совета Безопасности ООН 2321 от 30 ноября 2016 г.» Дата обращения: 17 октября 2017. Архивировано 17 октября 2017 года.
36. ↑  ЕС ввел новые санкции против Северной Кореи Архивная копия от 19 октября 2017 на Wayback Machine//«Сегодня», 16 Октября 2017
37. ↑  Швейцария официально поддержала санкции против КНДР Архивная копия от 19 октября 2017 на Wayback Machine//«Вести», 19 октября 2017
38. ↑  Китай запретил ввоз в КНДР материалов для оружия массового уничтожения. Известия (9 апреля 2018). Дата обращения: 7 июля 2024. Архивировано 30 ноября 2024 года.
39. ↑  商务部、工业和信息化部、国家原子能机构、海关总署、国防科工局公告2018年第36号 (кит.). Chinese Ministry of Commerce (8 апреля 2018). Дата обращения: 11 июля 2018. Архивировано 10 октября 2018 года.